# El sol bajo las patas de los caballos
El sol bajo las patas de los caballos es una obra de teatro del escritor ecuatoriano Jorge Enrique Adoum, estrenada el 14 de julio de 1970 en Ginebra. La obra apareció publicada por primera vez en 1972 en el número 14 de la revista Conjunto, en La Habana, y dramatiza los eventos alrededor de la colonización española de América con paralelos a sucesos políticos y sociales contemporáneos.

## Estructura y temáticas
La obra se encuentra dividida en diecisiete escenas y cuenta con más de quince personajes, además de varios coros. Es notable por el uso constante de anacronismos para resaltar los paralelos de opresión mostrados en la obra, como la inclusión del petróleo junto al oro y las piedras preciosas que buscaban los colonizadores españoles, el vínculo que crea entre las matanzas a indígenas con la Masacre de obreros del 15 de noviembre de 1922, o el hecho de que empresas como Coca-Cola y Standard Oil vieran sus cotizaciones aumentar durante el juicio de Atahualpa.
También posee referencias a textos como la Capitulación de Toledo y las crónicas del Inca Garcilaso de la Vega, a eventos como la Guerra de Vietnam, que Adoum incluye como paralelo a la rebelión de Rumiñahui, y a personajes como Túpac Amaru II, el Che Guevara, Salvador Allende, Fidel Castro y Augusto Sandino como arquetipos de la figura del latinoamericano revolucionario.

## Trasfondo
La obra fue representada por primera vez por la compañía Théâtre de l'Atelier el 14 de julio de 1970 en Ginebra, en idioma francés y bajo la dirección del dramaturgo François Rochaix. Durante la puesta en escena, Adoum conoció a la actriz y traductora Nicole Rouan, quien interpretaba el papel de Pacha en la obra y quien se convirtió en la pareja sentimental de Adoum durante el resto de su vida.